# Démétriosz (peripatetikus filozófus)
Phaléroni Démétriosz, görögösen Démétriosz Phalériosz (ógörögül: Δημήτριος Φαληρεύς, latinul: Demetrius Phalereus), (i. e. 360 körül – i. e. 282) athéni szónok, államférfi és peripatetikus filozófus, Arisztotelész és Theophrasztosz tanítványa, az alexandriai könyvtár első vezető könyvtárosa.

## Szónok és államférfi
Korának híres szónoka volt, Démoszthenész kortársa, akinek előadásmódját eleinte legalábbis közönségesnek, póriasnak tartotta. Démoszthenész öreg korában neki mesélte el, hogy akadozó beszédén a szájába vett kavicsokkal igyekezett javítani. 
Miután Kasszandrosz a diadokhoszok háborúi során i. e. 318-ban meghódította Athént, i. e. 317-ben Démétrioszt nevezte ki helytartónak, aki türannoszként kormányozta a várost. Egyik első rendeletében i. e. 317-ben korlátozta a „sírluxust”, ezentúl csak szerényebb síremlékeket lehetett állítani.
Démétriosz érdeme volt, hogy a peripatetikusok egy telket kaptak az athéni Lükeionban.
Békés kormányzásra törekedett, fejlesztette a gazdaságot, hogy megédesítse a makedón uralmat. Pártolta a művészeket, barátságába fogadta a szintén Theophrasztosz-tanítvány Menandrosz komédiaköltőt.
Türannoszi pozícióját 10 évig megtartotta, amíg i. e. 307-ben Démétriosz Poliorkétész 250 gályával el nem foglalta az athéni kikötőt, Pireuszt. Phaléroni Démétriosz hamar megadta magát és Démétriosz Poliorkétész visszaállította a demokráciát, azaz a vezetők ezután az ő parancsait követték.  Phaléroni Démétrioszt biztonsága érdekében kísérettel Thébaiba küldte.

## Könyvtárszervező
Démétriosz gyűjtötte össze az i. e. 4. század végén Aiszóposz meséit. 
I. Ptolemaiosz a századfordulón alapította a Muszeiont, azaz az alexandriai könyvtárat. Megszervezésére Démétrioszt kérte fel, aki II. Ptolemaiosz trónra léptéig, i. e. 282-ig dolgozott itt. 